# Phylloplecta trisignata
Phylloplecta trisignata är en insektsart som först beskrevs av Löw 1886.  Phylloplecta trisignata ingår i släktet Phylloplecta och familjen spetsbladloppor. Inga underarter finns listade i Catalogue of Life.